# Гордая Мэри
Гордая Мэри (англ. Proud Mary) — американский триллер режиссёра Бабака Наджафи. Сценарий написан Джоном С. Ньюманом и Кристиан Свагал. Сюжет фильма повествует о женщине-киллере, которая ухаживает за подростком. Премьера состоялась 12 января 2018 года под прокатом компании Screen Gems.

## Сюжет
Главная героиня, женщина по имени Мэри — успешный наёмный убийца, являющаяся членом банды в Бостоне. Жизнь Мэри полностью меняется после встречи с мальчиком, ставшим сиротой после выполнения ею одного из её «заказов».

## В ролях
| Актёр                 | Роль           |
| --------------------- | -------------- |
| Тараджи П. Хенсон     | Мэри Гудвин    |
| Билли Браун           | Том            |
| Дэнни Гловер          | Бенни          |
| Нил Макдонаф          | Уолтер         |
| Ксандер Беркли        | Дядя           |
| Маргарет Эйвери       | Мина           |
| Джахи Ди'Алло Уинстон | Дэнни, мальчик |
| Раде Шербеджия        | Лука Козлов    |

## Производство
В январе 2017 года Тараджи П. Хенсон подписала контракт с компанией Screen Gems, которая искала режиссёра для съёмок фильма в Бостоне. В феврале 2017 года было объявлено, что режиссёром фильма станет Бабак Наджафи, также появились сообщения о дате премьеры — 26 января 2018 года.
5 апреля 2017 года было начато производство фильма, также был объявлен официальный актёрский состав. 20 июля 2017 года был выпущен первый официальный трейлер фильма вместе с тизерным плакатом. Позднее была назначена новая дата выпуска фильма в США — 12 января 2018 года.

## Приём

### Касса
В США и Канаде лента «Гордая Мэри» была выпущена 12 января 2017 года, одновременно с фильмом «Приключения Паддингтона 2» и широким релизом «Секретного досье». Изначально предполагалось, что фильм соберёт около 20 млн долларов в 2 125 кинотеатрах за первые три дня. Ожидания не оправдались в полной мере: в первый день он собрал лишь 3,2 млн долларов, а за первый уик-энд — 10 млн долларов, заняв 8 место в прокате.

### Критика
Фильм получил в целом отрицательные отзывы кинокритиков. На сайте Rotten Tomatoes его оценка составляет 28 % на основе 53 рецензий со средним рейтингом 4,2/10. На Metacritic триллер получил 35 баллов из 100 на основе 23 отзывов критиков. По опросу сайта CinemaScore зрители дали фильму в среднем оценку B+ по шкале от A+ до F.